# 서울휘경초등학교
서울휘경초등학교는 대한민국 서울특별시 동대문구 휘경동에 있는 공립 초등학교이다.

## 학교 연혁
- 1959년 10월 10일 서울휘경국민학교 개교(설립인가 9월 20일)
- 1961년 8월 20일 휘경동 300-4번지 신교사로 이전
- 1996년 3월 1일 현재 교명으로 변경
- 1999년 8월 23일 학교 개축 완공
- 2009년 9월 29일 급식실 개관
- 2010년 5월 13일 학습준비물 지원실 개관, 엄마품 돌봄교실 개관
- 2010년 9월 1일 후문 준공 개통
- 2013년 12월 24일 체육관 리모델링, 보건실 현대화 사업 완료
- 2015년 12월 18일 운동장 배수로 및 복도, 계단 도색 완료
- 2016년 10월 10일 1학년 화장실 리모델링, 교실 내벽 도색 완료
- 2017년 3월 1일 돌봄교실 환경 개선(설치 이전)
- 2018년 7월 4일 장애인용 엘리베이터 완공
- 2019년 2월 15일 제57회 졸업식(60명)(누계 27820명)
- 2019년 9월 1일 제22대 양옥수 교장 부임
- 2020년 2월 13일 제58회 졸업식(64명)(누계 27884명)

## 학교 상징
- 교화(校花) - 장미 : 아름답고 화려하며 향기로운 장미처럼 소질과 정성을 키워 개성있고 아름다우며 밝고 바르게 자라자.
- 교목(校木) - 은행나무 : 어려운 환경을 견디며 잘 자라고 오래 살며 널리 쓰이는 은행나무처럼 알차게 자라도록 하자.

## 참고 자료
- 서울휘경초등학교 - 한국교육학술정보원 학교알리미